# Bruna Farias
Bruna Farias, född 19 maj 1992, är en friidrottare från Brasilien. Hon deltog vid olympiska sommarspelen 2016 och olympiska sommarspelen 2020.